# 澳洲鲎属
澳洲鲎属（学名：Austrolimulus），也称南方古鲎属，是一属灭绝的剑尾目，与现代鲎有关。唯一已知的标本是发现于澳大利亚新南威尔士州布鲁克维尔中三叠世地层中的模式标本。

## 下属物种
本属包括以下物种：
- 弗莱彻澳洲鲎 Austrolimulus fletcheri Riek, 1955